# Cirsium oleraceum
Il cardo giallastro (nome scientifico Cirsium oleraceum (L.) Giovanni Antonio Scopoli, 1769) è una pianta erbacea angiosperma dicotiledone perenne, appartenente alla famiglia delle Asteraceae.

## Etimologia
Il nome del genere (Cirsium) deriva dalla parola greca kirsos = varice; da questa radice deriva poi la denominazione kirsion, un vocabolo che sembra servisse ad identificare una pianta usata per curare questo tipo di malattia. Da kirsion in tempi moderni il botanico francese Tournefort (1656 - 708) derivò il nome Cirsium dell'attuale genere.

Il nome italiano “cardo” è abbastanza generico in quanto nel linguaggio comune si riferisce a diversi generi e specie di piante. Tra i generi che vengono chiamati direttamente “cardo”, oppure hanno una o più specie che comunemente si chiamano con questo nome citiamo: Carduus, Carduncellus, Carlina, Centaurea, Cnicus, Cynara, Echinops, Galactites, Jurinea, Onopordum, Scolymus, Silybum, Tyrimnus, tutti della famiglia delle Asteraceae. Ma anche in altre famiglie abbiamo dei generi con delle specie che volgarmente vengono chiamate “cardi” : il genere Eryngium della famiglia delle Apiaceae o il genere Dipsacus della famiglia delle Dipsacaceae.

Il binomio scientifico della pianta di questa voce è stato proposto inizialmente da Carl von Linné (1707 – 1778), biologo e scrittore svedese, considerato il padre della moderna classificazione scientifica degli organismi viventi, perfezionato successivamente dal medico e naturalista italiano Giovanni Antonio Scopoli (Cavalese, 3 giugno 1723 – Pavia, 8 maggio 1788) nella pubblicazione ”Flora Carniolica 2” del 1772.

L'epiteto specifico (oleraceum) ricorda l'utilizzo di piante aromatiche o verdure in cucina

## Descrizione

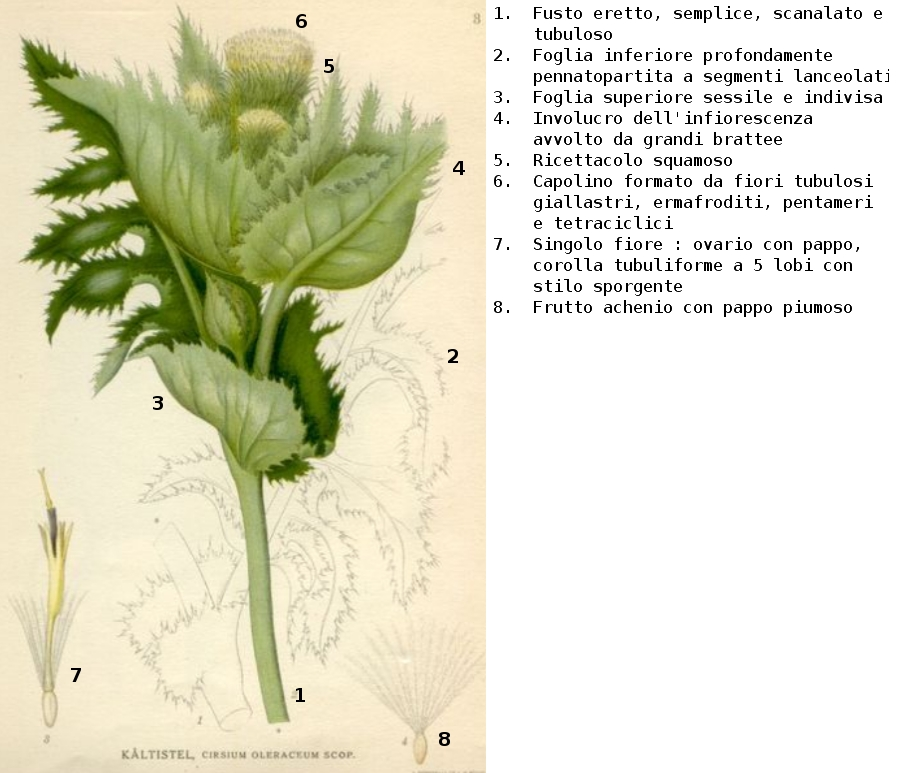
Descrizione delle parti della pianta

È una pianta a carattere sub-ramoso che può essere alta fino a 1,5 metri (minimo 50 cm). La forma biologica della specie è emicriptofita scaposa ("H scap"); sono piante perennanti per mezzo di gemme poste al suolo e con fusto allungato ed eretto con poche foglie (non cespuglioso).

### Radici
La parte sotterranea del fusto (e quindi anche le radici) consiste in ceppo nodoso strisciante dal quale ogni anno nascono nuovi fusti.

### Fusto
Il fusto è eretto, semplice (poco ramoso, e foglioso in alto), scanalato e tubuloso. È scarsamente pubescente per peli biancastri.

### Foglie

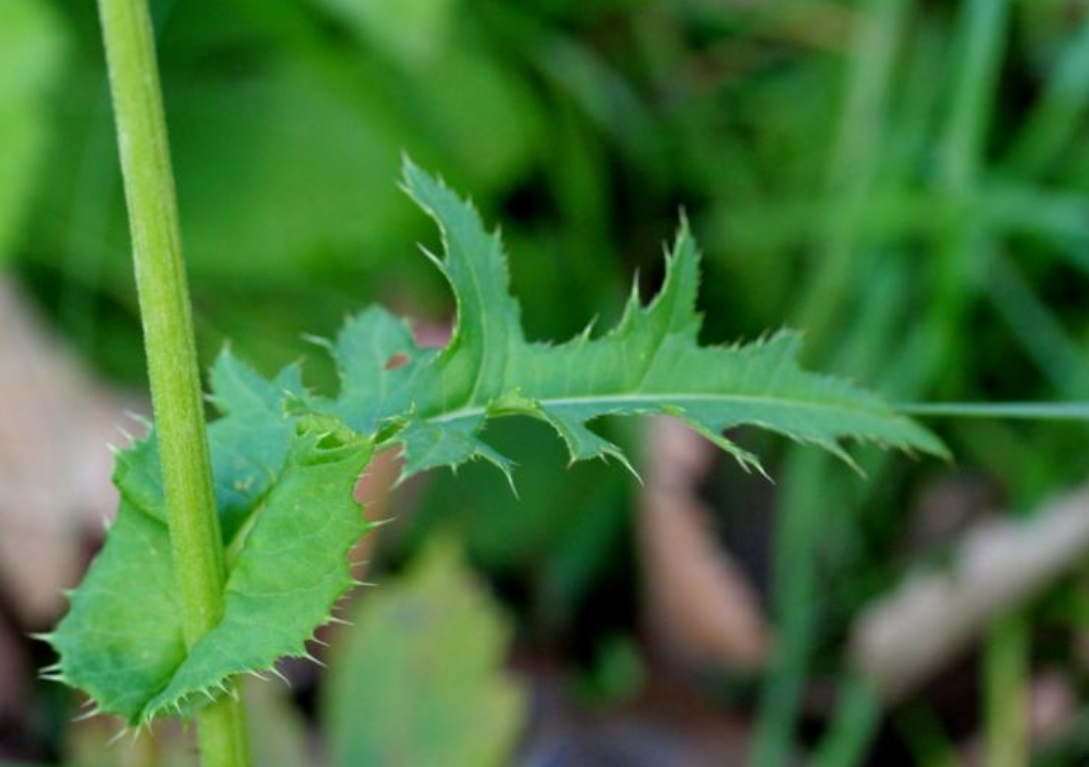
Foglia caulina
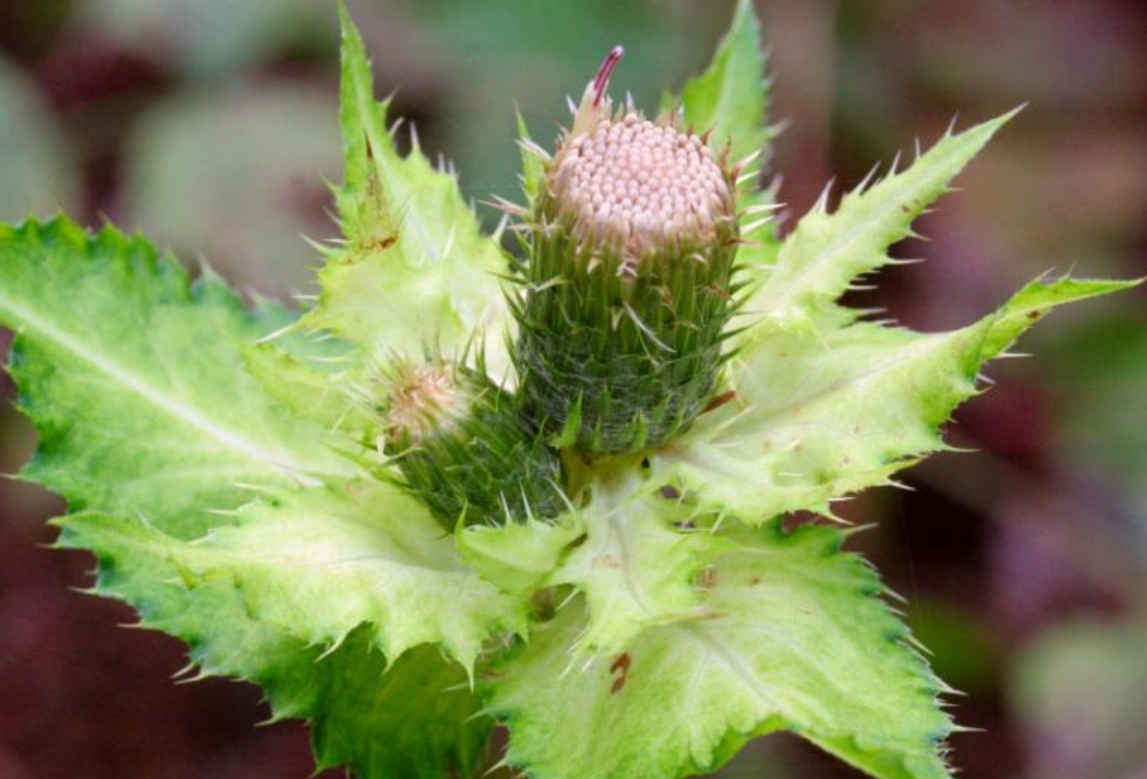
Foglie bratteali dell'involucro

Le foglie contrariamente ad altre specie dello stesso genere sono molli (non coriacee) e scarsamente pungenti. Il margine fogliare (che è dentato ma non ondulato) e le nervature interne (regolarmente arcuate) sono provviste di spinule molli (ciglia appena pungenti), mentre la pagina è glabra o con peli brevissimi. Il colore è verde chiaro quasi giallastro.
- Foglie basali: le foglie della rosetta basale sono picciolate e profondamente pennatopartite a segmenti lanceolati.
- Foglie cauline: quelle cauline sono sessili e sono ovato - lanceolate e indivise con base a forma di cuore.

Dimensione delle foglie: da 1 a 3 dm. Le spinule misurano da 1 a 3 mm.

### Infiorescenza

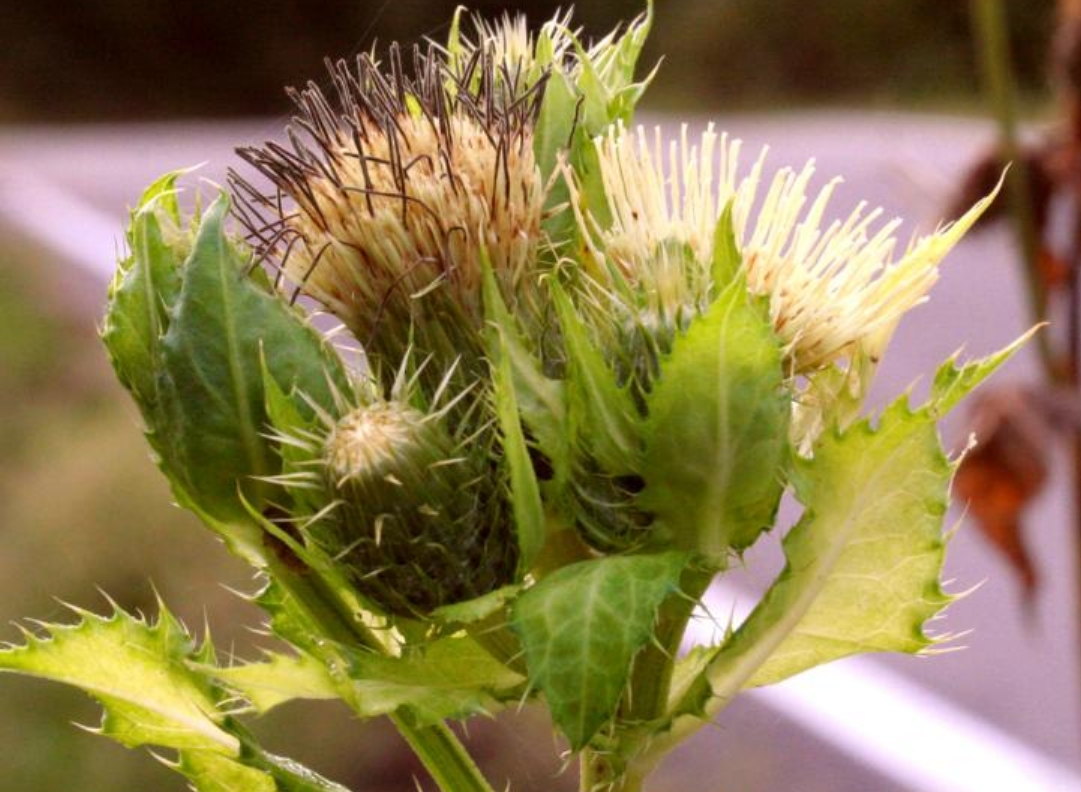
Infiorescenza terminale
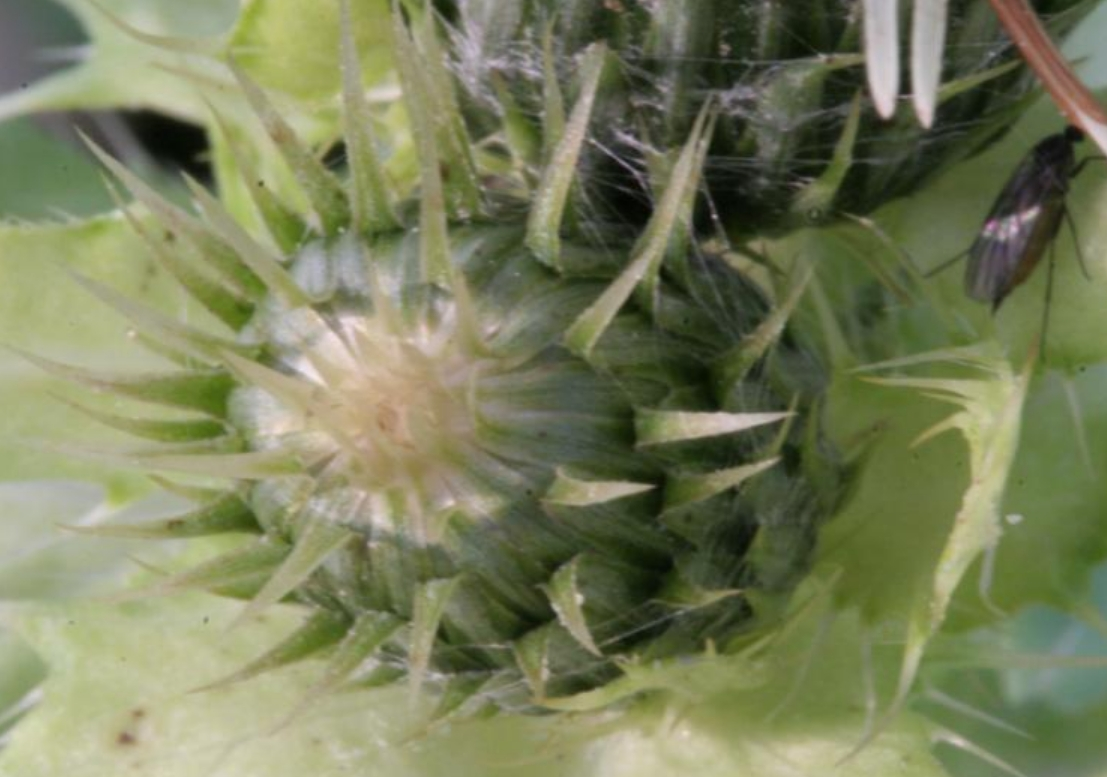
Ricettacolo squamato
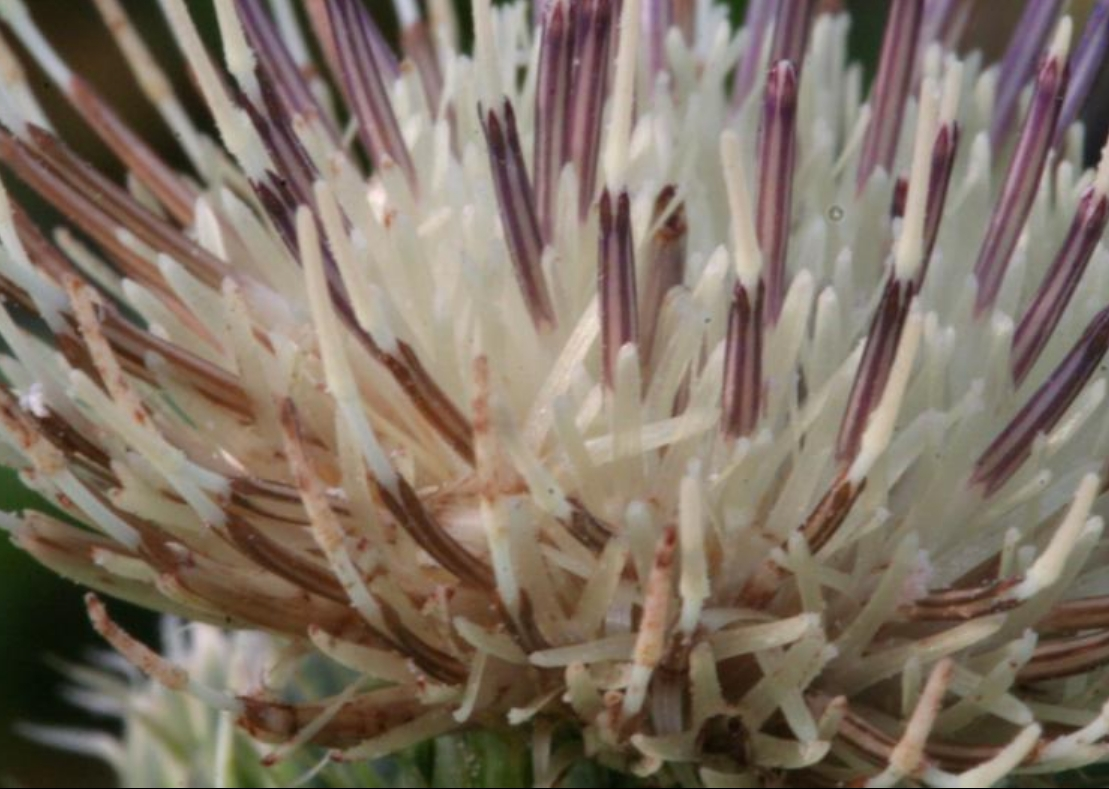
Capolino con fiori tubulosi

L'infiorescenza è formata da capolini sub-sessili addensati in fascetti all'estremità del fusto e sottesi da alcune foglie bratteali. I capolini, come in tutte le Asteraceae, sono formati da un involucro composto da squame al cui interno un ricettacolo fa da base ai fiori (quelli periferici del raggio – assenti in questa specie - e quelli interni del disco). L'involucro, circondato da grandi e vistose foglie bratteali ovate e colorate di verde – giallastro, è formato da diverse squame disposte in modo embricato e scalato. Il ricettacolo è squamoso (le squame hanno della peluria – sono ragnatelose) ed è lungo 1,5 – 2 cm di colore brunastro. Dimensione delle squame inferiori 1 x 1 – 4 mm; quelle superiori 1,5 x 15 mm. Diametro del capolino 2,5 – 4 cm. Dimensione delle spine (deboli) apicali delle brattee: 1 – 3 mm.

### Fiori
I fiori del capolino sono tutti tubulosi (il tipo ligulato, presente nella maggioranza delle Asteraceae, qui è assente), sono inoltre ermafroditi, tetraciclici (con quattro verticilli: calice– corolla – androceo – gineceo) e pentameri (ogni verticillo ha 5 elementi).
- Formula fiorale :

- /x K {\displaystyle \infty }, [C (5), A (5)], G 2 (infero), achenio

- Calice: i sepali del calice sono ridotti al minimo (una coroncina di scaglie).
- Corolla: la corolla, di colore giallo chiaro (raramente rossiccia), è lunga 1,5 – 2 cm; ha la forma tubolare con 5 stretti lobi. Dimensioni medie delle varie parti della corolla: lunghezza del tubo 6 mm; lunghezza della gola 4 mm; lunghezza dei lobi 4 mm.
- Androceo: gli stami sono 5 ed hanno dei filamenti liberi e papillosi che possiedono la particolarità di compiere dei movimenti per liberare il polline. Le antere sono caudate alla base (hanno una coda corta).
- Gineceo l'ovario è infero; lo stilo ha un stimma bifido che sporge notevolmente dalla corolla; gli stigmi sono glabri (hanno un ciuffo di peli solo all'apice dello stilo). La superficie stigmatica è posta all'interno degli stigmi.[15]
- Fioritura: da giugno a settembre. I semi maturano da agosto a ottobre.

### Frutti
I frutti sono dei brevi acheni sormontati da un pappo composto da setole piumose disposte in più file riunite alla base. I semi sono compressi e più lungi che larghi. Lunghezza del pappo: 10 mm.

## Biologia
- Impollinazione: l'impollinazione avviene tramite insetti (impollinazione entomogama). Gli insetti sono del tipo farfalle diurne e notturne (lepidotteri, falene e coleotteri) e api. È una pianta mellifera. Alcuni insetti frequentatori di queste piante nel corso del tempo sono riusciti ad imitare con le loro ali la forma e il colore giallognolo delle brattee della pianta.
- Riproduzione: la fecondazione avviene fondamentalmente tramite l'impollinazione dei fiori (vedi sopra).
- Dispersione: i semi cadendo a terra (dopo essere stati trasportati per alcuni metri dal vento per merito del pappo – disseminazione anemocora) sono successivamente dispersi soprattutto da insetti tipo formiche (disseminazione mirmecoria).

## Distribuzione e habitat

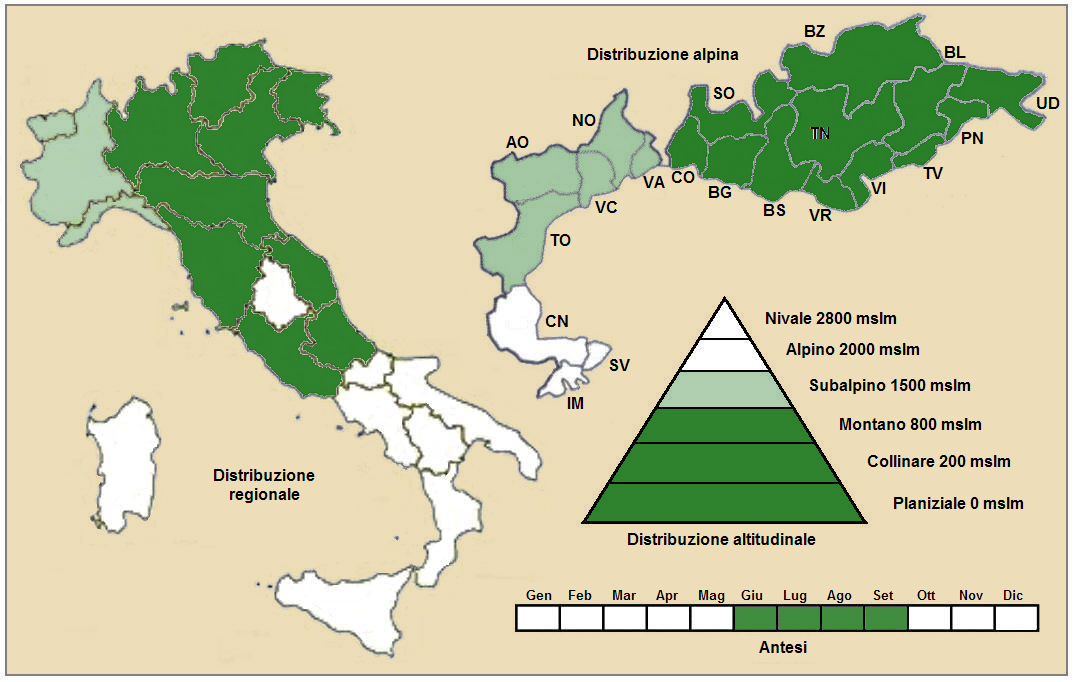
Distribuzione della pianta
(Distribuzione regionale – Distribuzione alpina)

- Geoelemento: il tipo corologico (area di origine) è "Eurosiberiano"; quindi la pianta ha origine nelle zone fredde e temperato - fredde dell'Eurasia.
- Distribuzione: la specie è diffusa in quasi tutta Europa e Siberia. A parte le zone del Nord-Est montano dove è comune, nel resto dell'Italia (Appennini compresi) è rara. Sempre nelle Alpi, ma oltreconfine, è presente in Svizzera, Austria e Slovenia, mentre in Francia è presente nei dipartimenti di Isère, Savoia e Alta Savoia. Sugli altri rilievi europei si trova nella Foresta Nera, Vosgi, Massiccio del Giura, Pirenei, Monti Balcani e Carpazi.[5] Dal punto di vista fitogeografico è un elemento importante in quanto si tratta di una delle poche specie di origine eurosiberiana che vivono in un ambiente (quello del Nord-Est Italiano) dove l'influenza balcanica (e quindi Sud-Est- Europea) è predominante.
- Habitat: sul territorio italiano questa pianta si può trovare nei luoghi erbosi e umidi, sulle sponde dei torrenti e nei boschi ripariali. La pianta evita i suoli acidi. Il substrato preferito è calcareo ma anche calcareo/siliceo con pH basico, alti valori nutrizionali del terreno che deve essere umido.
- Distribuzione altitudinale: da 0 a 1.800 m s.l.m.. Da un punto di vista altitudinale questa specie frequenta il piano vegetazionale montano, quello collinare e in parte quello subalpino (oltre a quello planiziale); m s.l.m.

### Fitosociologia

#### Areale alpino
Dal punto di vista fitosociologico alpino Cirsium oleraceum appartiene alla seguente comunità vegetale:
Formazione : comunità delle macro- e megaforbie terrestri
Classe : Molinio-Arrhenatheretea
Ordine : Molinietalia caeruleae

#### Areale italiano
Per l'areale completo italiano Cirsium oleraceum appartiene alla seguente comunità vegetale:
Macrotipologia: vegetazione erbacea sinantropica, ruderale e megaforbieti
Classe: Filipendulo ulmariae-Convolvuletea sepim Géhu & Géhu-Franck, 1987
Ordine: Loto peduncolati-Filipenduletalia ulmariae Passarge, (1975) 1978
Alleanza: Thalictro flavi-Filipendulion ulmariae de Foucault in Royer et al., 2006
Descrizione. L'alleanza Thalictro flavi-Filipendulion ulmariae è relativa alle comunità dei piani e delle colline di megaforbie caratterizzate dall'assenza di specie acidofile (vegetazione neutrobasifila). I terreni devono essere saturi d'acqua per gran parte dell'anno. Questa cenosi si sviluppa ai margini di boschi di Alnionin canae, nelle radure e lungo le strade.
Specie presenti nell'associazione: Angelica sylvestris, Cirsium oleraceum, Filipendula ulmaria, Eupatorium cannabinum, Sonchus palustris, Euphorbia palustris, Althaea officinalis, Scirpus sylvaticus, Equisetum telmateja, Myosotis scorpioides, Crepis paludosa, Epilobium hirsutum, Juncus acutiflorus, Galium uliginosum, e Geum rivale.
Altre alleanze per questa specie sono:
- Calthion palustris
- Alopecurion pratensis

## Tassonomia
La famiglia di appartenenza di questa voce (Asteraceae o Compositae, nomen conservandum) probabilmente originaria del Sud America, è la più numerosa del mondo vegetale, comprende oltre 23.000 specie distribuite su 1.535 generi, oppure 22.750 specie e 1.530 generi secondo altre fonti (una delle checklist più aggiornata elenca fino a 1.679 generi). La famiglia attualmente (2021) è divisa in 16 sottofamiglie.
Cardueae è una delle 4 tribù della sottofamiglia Carduoideae. La tribù Cardueae a sua volta è suddivisa in 12 sottotribù (la sottotribù Carduinae è una di queste). Il genere Cirsium elenca 435 specie con una distribuzione cosmopolita, 35 delle quali sono presenti spontaneamente sul territorio italiano.

### Filogenesi
Il genere di questa voce è inserito nel gruppo tassonomico della sottotribù Carduinae. In precedenza provvisoriamente era inserito nel gruppo tassonomico informale "Carduus-Cirsium Group". La posizione filogenetica di questo gruppo nell'ambito della sottotribù è abbastanza vicina al "core" della sottotribù (con il genere Carduus forma un "gruppo fratello") e dalle analisi molecolari è stato calcolato in 7,2 milioni di anni fa la separazione di questo genere dal resto del gruppo (è stato l'ultimo a separarsi).

Il genere Cirsium spesso viene botanicamente “confuso” con altri generi come quello del Carduus o Cnicus (e di altri ancora). Le specie del primo genere ad esempio sono molto simili a quelle del Cirsium, anche se una certa distinzione è possibile servendosi dell'aspetto del pappo (in Cirsium è formato da setole piumose; mentre in Carduus è composto da pagliette denticolate scabre).

Il genere Cirsium appartiene alla tribù delle Cardueae (da alcuni autori indicata come Cynareae), tribù che il Sistema Cronquist assegna alla sottofamiglia Cichorioideae e che invece la classificazione APG colloca nella sottofamiglia Carduoideae.. 

Il numero cromosomico di Cirsium oleraceum è 2n=34.

Il basionimo per questa specie è: Cnicus oleraceus L., 1753
I caratteri distintivi di questa specie nell'ambito del genere sono:
- il colore della corolla è giallo;
- le foglie non hanno una consistenza coriacea e i bordi non sono odulati;
- le spine apicali delle brattee mediane dell'involucro sono lunghe 1 – 3 mm.

Questi caratteri sono condivisi con le seguenti specie (sono indicati alcuni caratteri distintivi della specie):
- Cirsium carniolicum Scop. - Cardo della Carniola: le foglie inferiori sono lungamente picciolate con lamina ovale ampiamente sviluppata (larghezza 10 – 18 cm; lunghezza 15 – 22 cm) e con profondi lobi ottusi; i capolini sono isolati o a gruppi di 2 – 3.
- Cirsium erisithales  (Jacq.) Scop.  - Cardo zampa d'Orso: i capolini, a carattere nutante, si presentano isolati e sono privi di foglie bratteali; il fusto inoltre è scarsamente ramoso; le foglie sono pennatopartite divise in circa 10 segmenti per lato; l'involucro è piriforme.

#### Altre specie simili
I Cirsium con infiorescenza gialla o giallastra, presenti sul territorio italiano, sono in tutto cinque. A parte il Cirsium oleraceum, qui vengono descritti gli altri due:
- Cirsium bertolonii Sprengel - Cardo di Bertoloni: è una pianta alta 2 – 5 dm; tutta la pianta è fortemente spinosa per spine rigide e robuste; l'infiorescenza si compone di diversi capolini in disposizione lassa; le foglie bratteali non sono superate dei capolini; in Italia si trova solo al centro degli Appennini dai 1200 ai 2000 m s.l.m..
- Cirsium spinosissimus (L.) Scop. - Cardo spinosissimo: è una pianta alta 2 – 5 dm; tutta la pianta è fortemente spinosa per spine rigide e robuste; l'infiorescenza si compone di capolini in fascetti terminali superati dalle foglie bratteali; le foglie sono ben lobate con forti spine pungenti; è presente solo al nord dell'Italia.

## Ibridi
Le varie specie del genere Cirsium s'incrociano abbastanza facilmente quando vivono vicine. Sono stati fatti degli esperimenti d'incrocio fino a 6 specie diverse fra di loro. I vari ibridi possono esser distinti a seconda che prevalgono le caratteristiche dell'una o dell'altra parte. Con le altre specie il “Cardo giallastro” forma i seguente ibridi (l'elenco può non essere completo):
- Cirsium x affine Tausch (1833) - Ibrido con: Cirsium heterophyllum
- Cirsium x bipontinum  (F.W. Schultz) F.W. Schultz (1842)  - Ibrido con: Cirsium vulgare
- Cirsium x braunblanquetii Lawalrèe (1975)  - Ibrido con: Cirsium alsophilum
- Cirsium x candolleanum Nageli (1840)  - Ibrido con: Cirsium erisithales
- Cirsium x erucagineum DC. in Lam. & DC. (1805)  - Ibrido con: Cirsium rivulare
- Cirsium x hybridum Koch ex DC. in Lam. & DC. (1815)  - Ibrido con: Cirsium palustre
- Cirsium x inerme Reichenb. (1832)  - Ibrido con: Cirsium tuberosum
- Cirsium x meratii P. Fourn. (1928 - Ibrido con: Cirsium eriophorum
- Cirsium x pseudoleraceum Schur (1866) (sinonimo = Cirsium x tataricum)
- Cirsium x reichenbachianum Lohr (1852)  - Ibrido con: Cirsium arvense
- Cirsium x rigens (Aiton) Wallr. (1822)  - Ibrido con: Cirsium acaule
- Cirsium x suboleraceum G. Beck (1892) (sinonimo = Cirsium x tataricum)
- Cirsium x tataricum  (L.) All. (1785)  - Ibrido con: Cirsium canum
- Cirsium x thomasii Nageli (1840)  - Ibrido con: Cirsium spinosissimum

### Sinonimi
La specie Cirsium oleraceum, in altri testi, può essere chiamata con nomi diversi. L'elenco che segue indica alcuni tra i sinonimi più frequenti:
- Carduus acanthifolius Lam. (1785)
- Carduus dissectus Vill. (1788)
- Carduus glomeratus Lam. (1779)
- Carduus oleraceus (L.) Vill. (1788)
- Carduus parviflorus L.
- Carduus rigens Dryand. ex Aiton
- Carduus tataricus L.
- Cirsium acaulon (L.) Scop.
- Cirsium amplum Gandoger (1875)
- Cirsium braunii Nyman
- Cirsium flavescens Lam.
- Cirsium frayi Gandoger (1875)
- Cirsium pallens DC.
- Cirsium parviflorum DC.
- Cirsium parviflorum Schleich. ex Steud.
- Cirsium praemorsum
- Cirsium rigens Spreng.
- Cirsium subalatum Gaudin (1829)
- Cirsium thomasii Nägeli
- Cirsium variabile Moench (1794)
- Cnicus bracteatus Gilib.
- Cnicus oleraceus L. (1753)
- Cnicus pratensis Lam. (1779)
- Cynara colorata Stokes

## Usi

### Cucina
A scopo alimentare sono usate come ortaggi le giovani foglie, i ricettacoli e le radici. Le foglie si possono mangiare crude. Le altre parti della pianta si preferiscono cotte. Le radici probabilmente sono ricche di inulina (un amido che comunque non può essere digerito direttamente dagli esseri umani) che a volte fermentando genere flatulenza. In India e in Giappone queste piante sono coltivate e vendute come ortaggi.

### Industria
Dai semi della pianta si può ricavare dell'olio.

### Giardinaggio
Queste piante trovano modesto impiego nei giardini rocciosi e alpini.

## Altre notizie
Il Cirsio giallastro in altre lingue viene chiamata nei seguenti modi:
- (DE)  Kohldistel
- (FR)  Cirse maraicher
- (EN)  Cabbage Thistle

## Galleria d'immagini

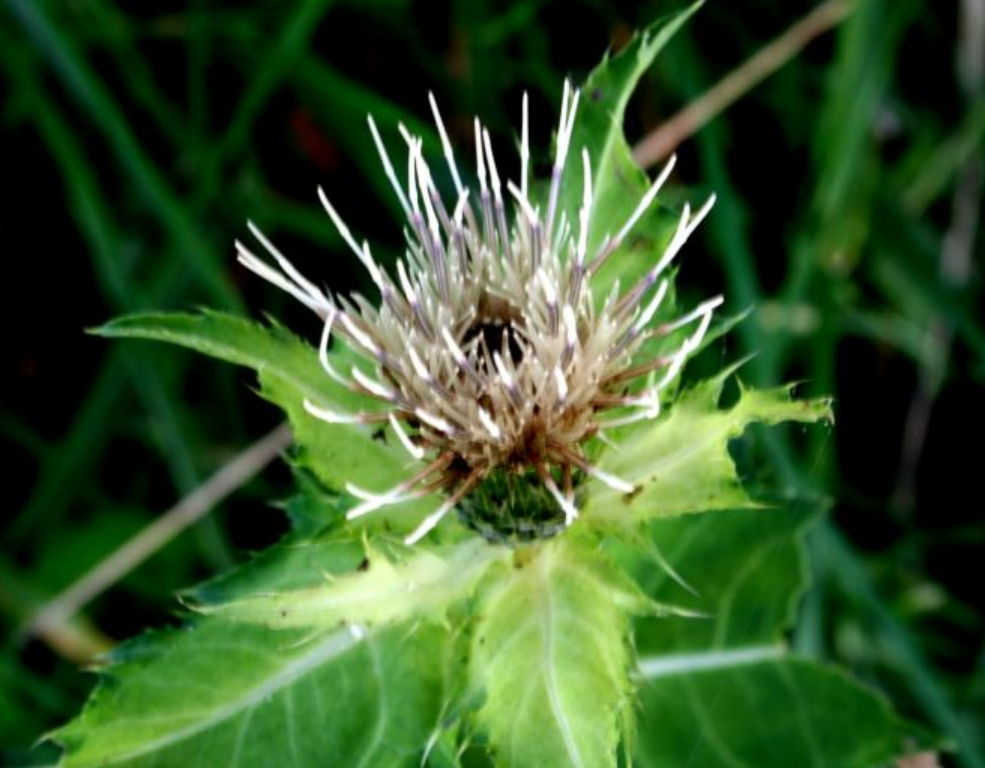
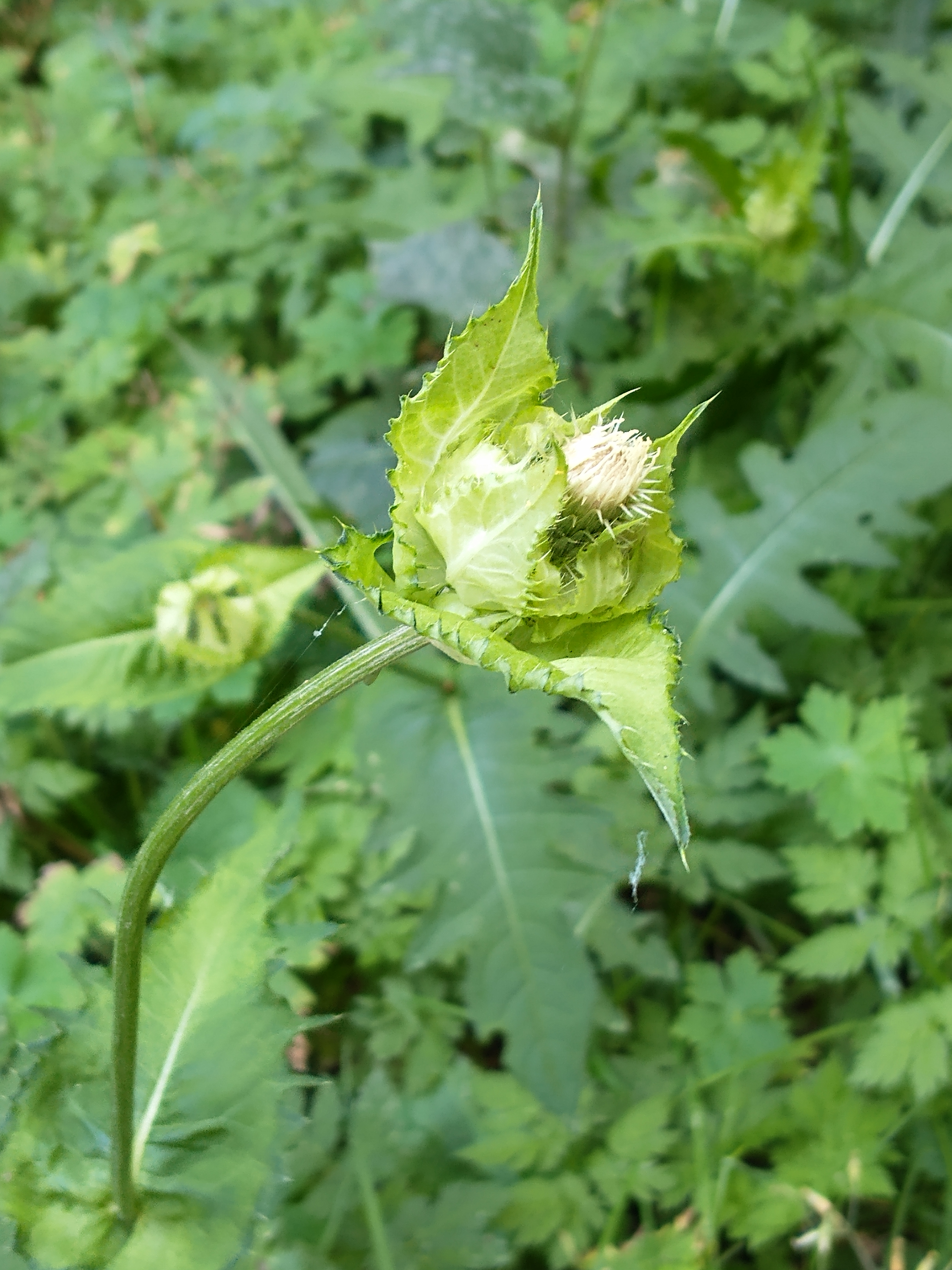
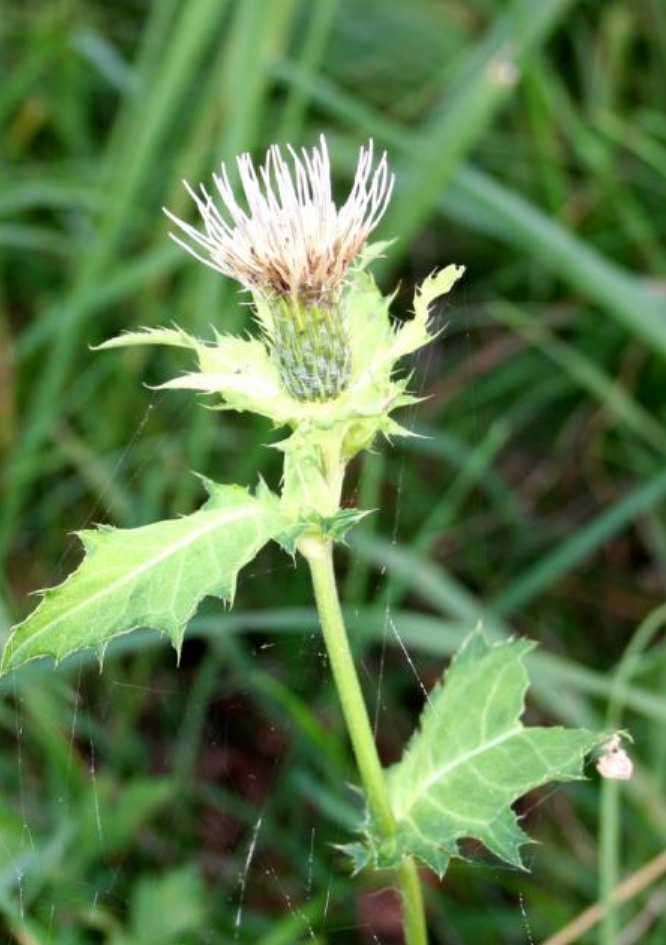
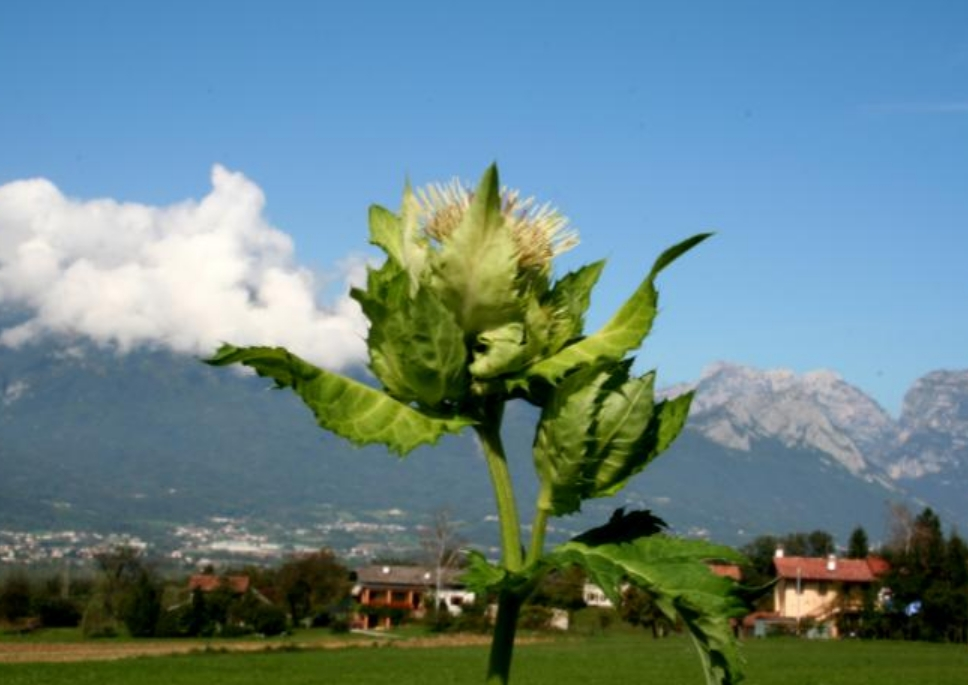
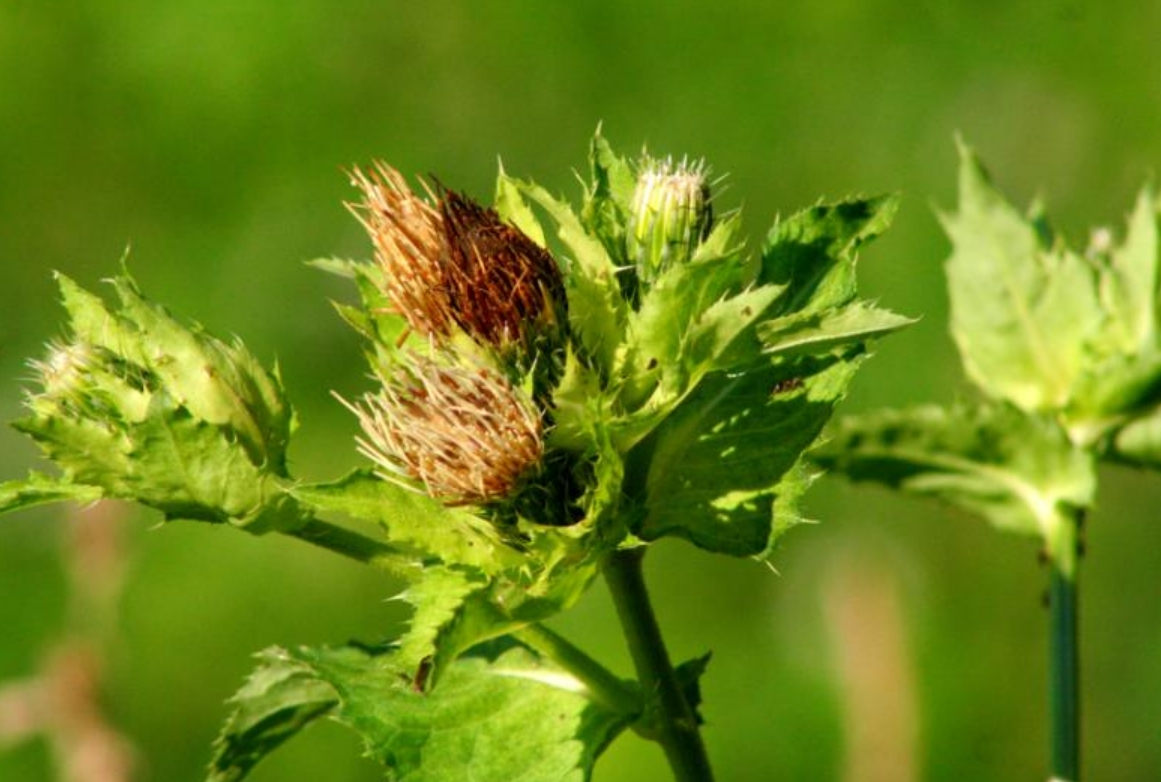
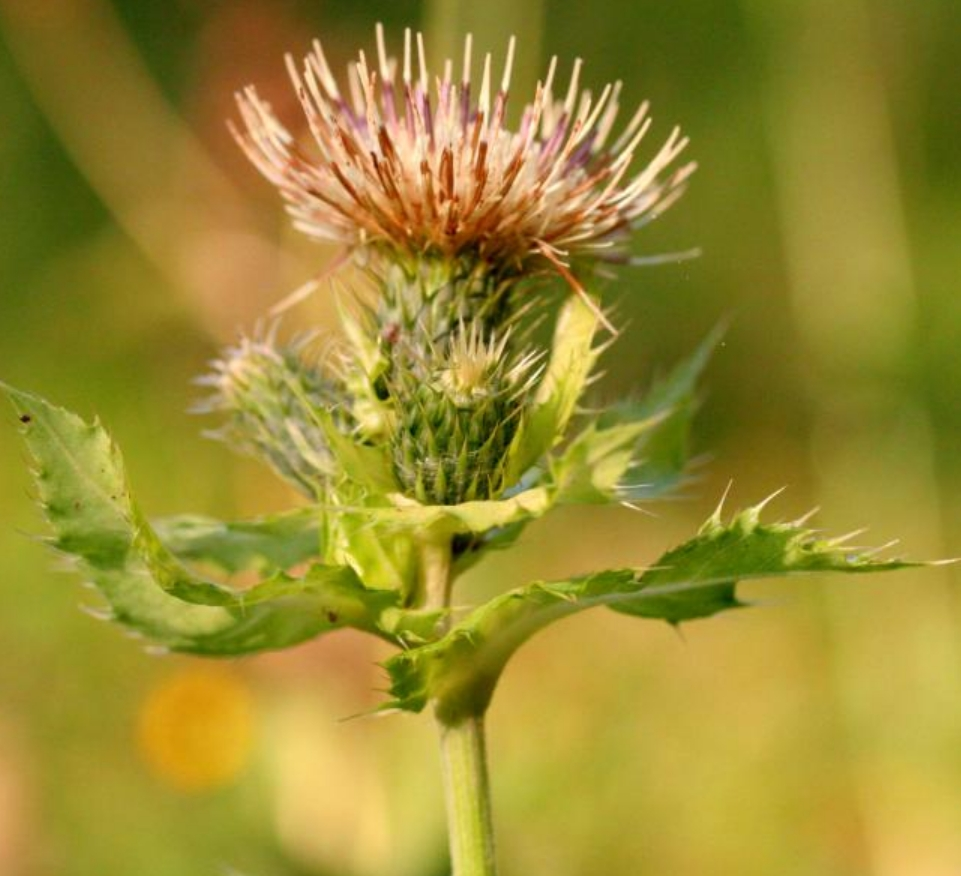
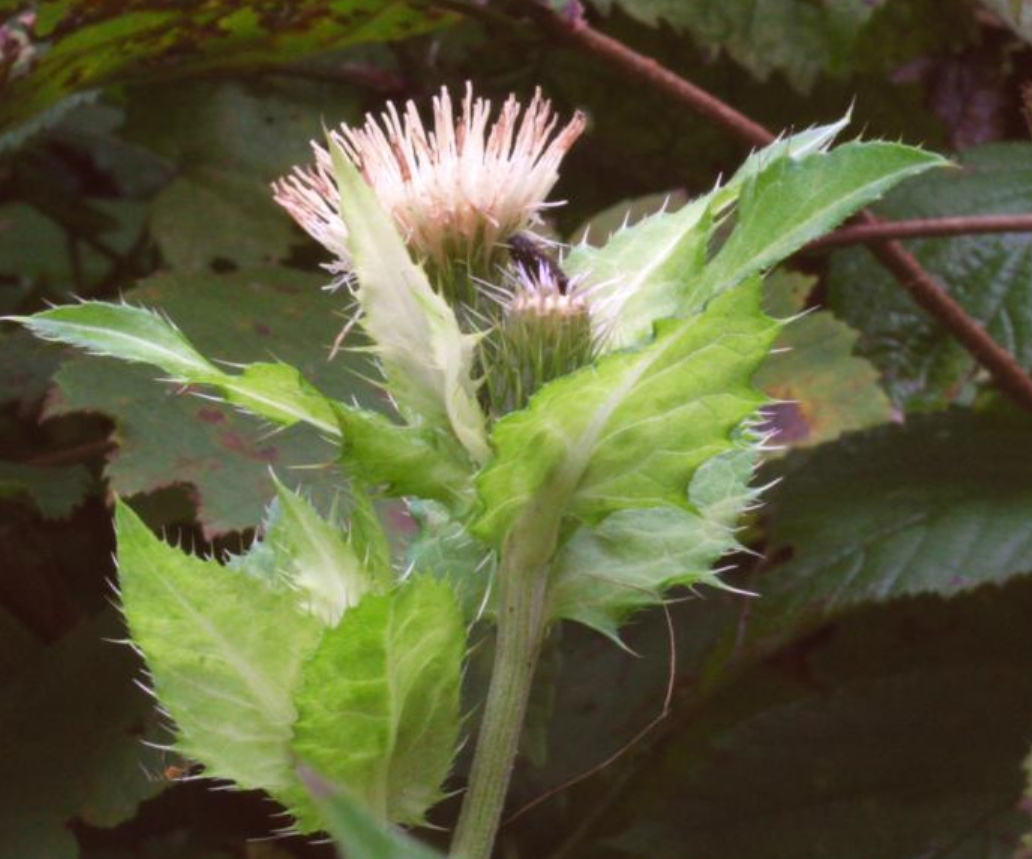